# ۱۰۹۳ (میلادی)
۱۰۹۳ (میلادی) هزار و نود و سومین سال تقویم میلادی است.

## درگذشتگان
‎